# Баторова
Баторова (словац. Bátorová) — село, громада округу Вельки Кртіш, Банськобистрицький край, центральна Словаччина, регіон Гонт. Кадастрова площа громади — 5,94 км². Протікає Чебовський потік.
Населення 328 осіб (станом на 31 грудня 2024 року).

## Історія
Баторова вперше згадується в 1277 році.

## Населення
| Рік:            | 1994. | 2004.    | 2014.   | 2024.    |
| --------------- | ----- | -------- | ------- | -------- |
| Кількість осіб: | 413   | 371      | 383     | 328      |
| Різниця:        |       | -10,16 % | +3,23 % | -14,36 % |

| Рік:            | 2023. | 2024.   |
| --------------- | ----- | ------- |
| Кількість осіб: | 335   | 328     |
| Різниця:        |       | -2,08 % |